# Pachrophylla margaretae
Pachrophylla margaretae là một loài bướm đêm trong họ Geometridae.